# 동아운수
동아운수 주식회사(東亞運輸 株式會社)는 서울특별시 강북구 인수봉로 145 (수유동)에 있는 서울특별시의 시내버스 회사이다.

## 개요
1964년 12월 2일에 설립되었으며, 1995년에 인근의 버스 업체였던 동아운수가 삼양동을 사무소로 두고 있는 상원여객을 인수하여 동아여객으로 상호가 변경되었으며, 1998년 서울특별시 강북구 우이동 소재 동북운수를 인수하여 동아버스로 상호가 변경되었다. 동아여객과 동아버스는 2001년 동아운수에 통합되어 오늘에 이르고 있다. 2004년 서울특별시 버스 개편 때 본 회사는 한국비알티자동차에 지분을 출자하였다.

## 연혁

### 2004년 서울특별시 버스 개편이전
- 1964년 12월 2일: 회사 설립
- 1965년: 좌석버스 82번[2]을 당시 계열사인 신동아운수(현 오케이버스)로 분사시켰다.
- 1995년: 상원여객(서울특별시 강북구 삼양동 소재, 1961년 설립)을 인수하여 계열사로 편입과 동시에 동아여객으로 상호 변경
- 1998년: 동북운수(서울특별시 도봉구 쌍문동 소재, 1962년 설립)를 인수하여 계열사로 편입과 동시에 동아버스로 상호 변경
- 2001년: 강북구 마을버스 11번을 지역순환버스 441번(개편 후 1116번)으로 승격하였다. 그 후 계열사인 동아여객과 동아버스를 흡수합병하였다.

### 2004년 서울특별시 버스 개편이후
- 2004년 7월 1일: 2004년 서울특별시 버스 개편 시행과 함께 간선버스 4개, 지선버스 7개, 순환버스 1개 노선으로 운행 개시 및 한국BRT 컨소시엄에 지분을 출자
- 2005년 6월 1일: 지선버스 1116번과 지선버스 1121번을 통합하여 지선버스 1165번으로 운행
- 2005년 9월 1일: 지선버스 1216번을 간선버스 410번으로 형간 전환 및 압구정동 연장
- 2007년 1월 20일: 지선버스 5529번을 간선버스 152번과 노선 통합 및 경인교대 안양캠퍼스 연장
- 2007년 4월 23일: 지선버스 5711번과 간선버스 170번 노선을 통합하여 간선버스 153번으로 운행 및 당곡사거리 단축
- 2008년 9월 16일: 삼양교통 지선버스 1115번과 동아운수 지선버스 1165번 노선을 통합하여 지선버스 1165번으로 운행 및 삼양교통과 공동배차
- 2008년 11월 17일: 간선버스 153번의 맞춤노선으로 8153번 신설
- 2010년 1월 8일: 간선버스 101번을 우이동 기점으로 변경 및 종암로, 종로 경유 및 서대문역 연장 및 한성운수와 공동배차 운행개시, 간선버스 153번이 여의도구간 직선화, 간선버스 410번을 경동시장 경유로 변경, 지선버스 1165번을 화계사 기점 변경 및 미아삼거리역으로 단축
- 2010년 7월 22일: 지선버스 1115번을 개통하여 한성운수와 공동배차 운행하기 시작하였다.
- 2010년 8월 21일: 간선버스 410번이 현대백화점 미아점 양방향운행으로 변경
- 2011년 9월 15일: 지선버스 1115번의 회차시 삼각산동 → 미아초교 → 길음역 → 미아삼거리역 → 삼양사거리 → 삼각산동 순으로 변경
- 2013년 3월 19일: 간선버스 410번이 서울숲 단축 및 번호가 121번으로 변경
- 2013년 9월 12일: 맞춤버스 8153번이 153번과 노선중복 및 수요감소로 인해 9월 11일까지 운행후 폐선하고 9월 12일 23시40분 첫차부터 심야버스 N10번 우이동 ↔ 서울역 노선신설 운행
- 2014년 11월 17일: 심야버스 N10번이 우신운수 소속 심야버스 N40번과 통합하여 N15번으로 노선번호 변경과 동시에 종점을 서울역에서 남태령으로 연장 및 우신운수와 공동배차로 운행개시하였다.
- 2020년 12월: 사모펀드 '차파트너스'에 피인수
- 2023년 1월: 본사, 영업소 지점 맞 변경

## 운행 노선
2024년 3월 11일 기준이다.
| 운행노선     | 운행구간              | 운행구간 | 운행구간              | 배차간격 (분) | 인가 대수 | 비고                                                         |
| ------------ | --------------------- | -------- | --------------------- | ------------- | --------- | ------------------------------------------------------------ |
| 101번        | 우이동                | ↔        | 서소문                | 4~8           | 24        | 한성운수와 공동배차로 운행한다.                              |
| 121번        | 화계사                | ↔        | 서울숲                | 5~13          | 27        | 구 117번 연장, 410번 단축                                    |
| 151번        | 우이동                | ↔        | 중앙대학교            | 4~10          | 34        | 구 84번 연장                                                 |
| 152번        | 화계사                | ↔        | 삼막사사거리          | 3~8           | 51        | 구 25번 연장. 5529번 노선 통합·연장                          |
| 163번        | 우이동                | ↔        | 대방역                | 4~15          | 45        | 153번 노선 단축                                              |
| 1115번       | 수유중학교.혜화여고   | ↔        | 미아사거리역          | 8~16          | 6         | 2010년 7월 22일 신설                                         |
| 1165번       | 화계사                | ↔        | 미아사거리역          | 5~10          | 17        | 1115번, 1116번, 1121번 통합. 삼양교통과 공동배차로 운행한다. |
| N15번        | 우이동성원아파트      | ↔        | 전원마을              | 20~30분, 6회  | 6         | N10번, N40번 통합. 우신운수와 공동배차로 운행한다.           |
| 서울10출근번 | 가능동 현대힐스테이트 | →        | 도봉산역              | 1일4회        | 2         | 아진교통과 공동배차로 운행한다.                              |
| 서울10퇴근번 | 도봉산역              | →        | 가능동 현대힐스테이트 | 1일 2회       | 1         | 2024년 6월 10일 신설 아진교통과 공동배차로 운행한다.         |

- 8111번 : 북악중학교 → 국민대 (2024.3.11 신설)

## 개편 이후 폐선 노선

### 간선버스
- ● 153번: 우이동 ↔ 보라매병원역《 구 170번과 5711번으로 노선 통합, 2022년 10월 17일 간선버스 163번으로 노선 단축 》
- ● 170번: 우이동 ↔ 지하 신촌역《8번, 간선버스 153번으로 노선 통합, 구 동아버스 노선》
- ● 410번: 화계사 ↔ 압구정동《구 1216번 연장, 2013년 3월 19일 서울숲으로 단축 후 간선버스 121번으로 변경》

### 지선버스
- ● 1116번: 화계사 ↔ 미아삼거리역《구 441번, 2005년 6월 1일 지선버스 1165번으로 노선 통합》
- ● 1117번: 현대백화점 미아점 ↔ 상월곡역《구 443번, 2004년 10월 폐선》
- ● 1118번: 화계사 ↔ 도봉구청《신설노선, 2005년 6월 1일 폐선》
- ● 1121번: 우이동 ↔ SK아파트《구 400번, 2005년 6월 1일 지선버스 1165번으로 노선 통합》
- ● 1216번: 화계사 ↔ 왕십리《구 117번 단축, 간선버스 410번으로 노선 연장 및 형간전환. 2013년 3월 19일부터 간선버스 121번으로 번호 변경》
- ● 5529번: 시흥2동 벽산APT(호압사 입구) ↔ 중앙대학교 입구《구 25-1번, 간선버스 152번으로 노선 통합》
- ● 5711번: 시흥2동 벽산APT(호압사 입구) ↔ 대흥동《522-2번 변경, 간선버스 153번으로 노선 통합》

### 순환버스
- ● 41번: 종합운동장역 - 삼성역 - 강남역 - 서초역 - 고속터미널역 - 논현역 - 신사동 - 압구정역 - 청담역 - 삼성역 - 종합운동장역 (시계 방향 단방향 순환), 동성교통·신길운수·신성교통과 공동 배차 운행《신설노선, 2005년 4월 10일 본 회사가 철수와 동시에 한국BRT에서 운행, 이후 대원교통에서 양도 후 간선버스 242번으로 노선 통합》

### 심야버스
- ● N10번: 우이동 ↔ 서울역 《신설노선, 이 노선은 심야시간대에만 운행한다. 2014년 11월 17일 우신운수 소속 N40번과 통합 및 종점을 서울역에서 사당역으로 연장과 동시에 노선번호도 N15번으로 변경》

### 맞춤버스
- ● 8111번: 화계사 ↔ 미아삼거리역 (2018년 8월 27일 폐선)
- ● 8153번: 우이동 ↔ 여의도《평일 출/퇴근 시간대에만 광흥창역 ↔ 여의도 간 왕복 2회로 운행》《153번과 노선중복과 수요감소로 인해 2013년 9월 12일 폐선》

## 본사 및 영업소
- 우이동 본사 (101번, 151번, 163번, N15번, 8111번, 서울10번)
- 수유동 영업소 (121번, 152번, 1115번, 1165번)

## 보유 차량

#### 하이거 버스
- 하이거 하이퍼스1609HN
- 하이거 하이퍼스1609

#### 현대자동차
- 현대 뉴 슈퍼에어로시티
- 현대 저상 뉴 슈퍼에어로시티
- 현대 일렉시티

## 갤러리

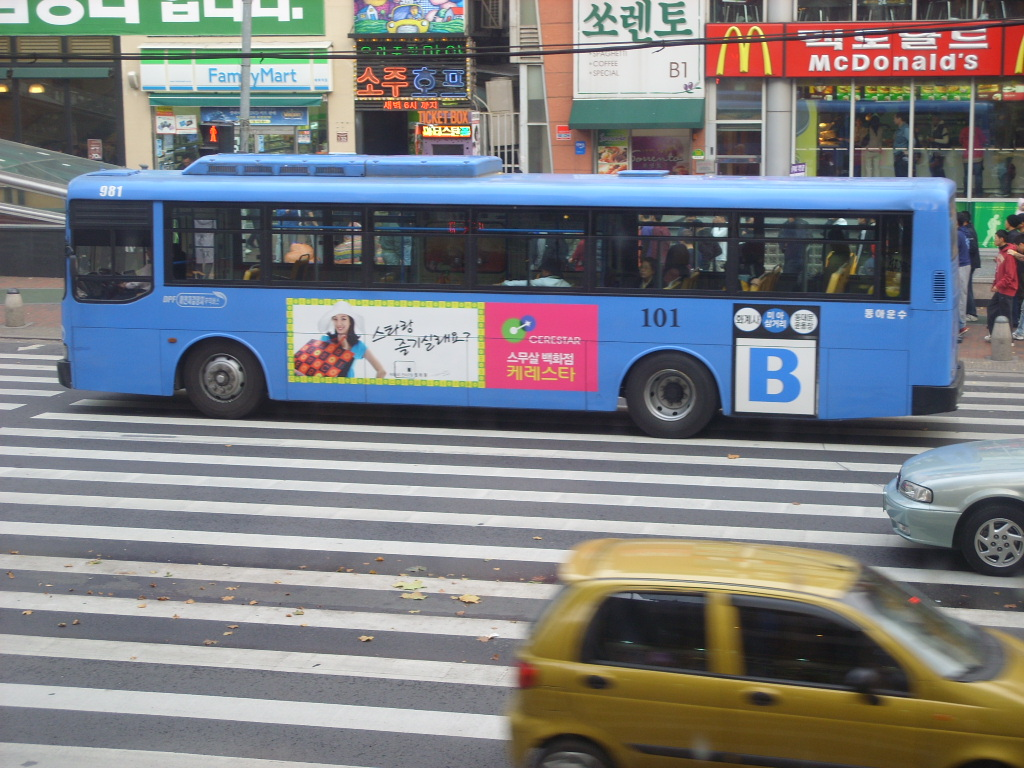
서울시내버스 101번
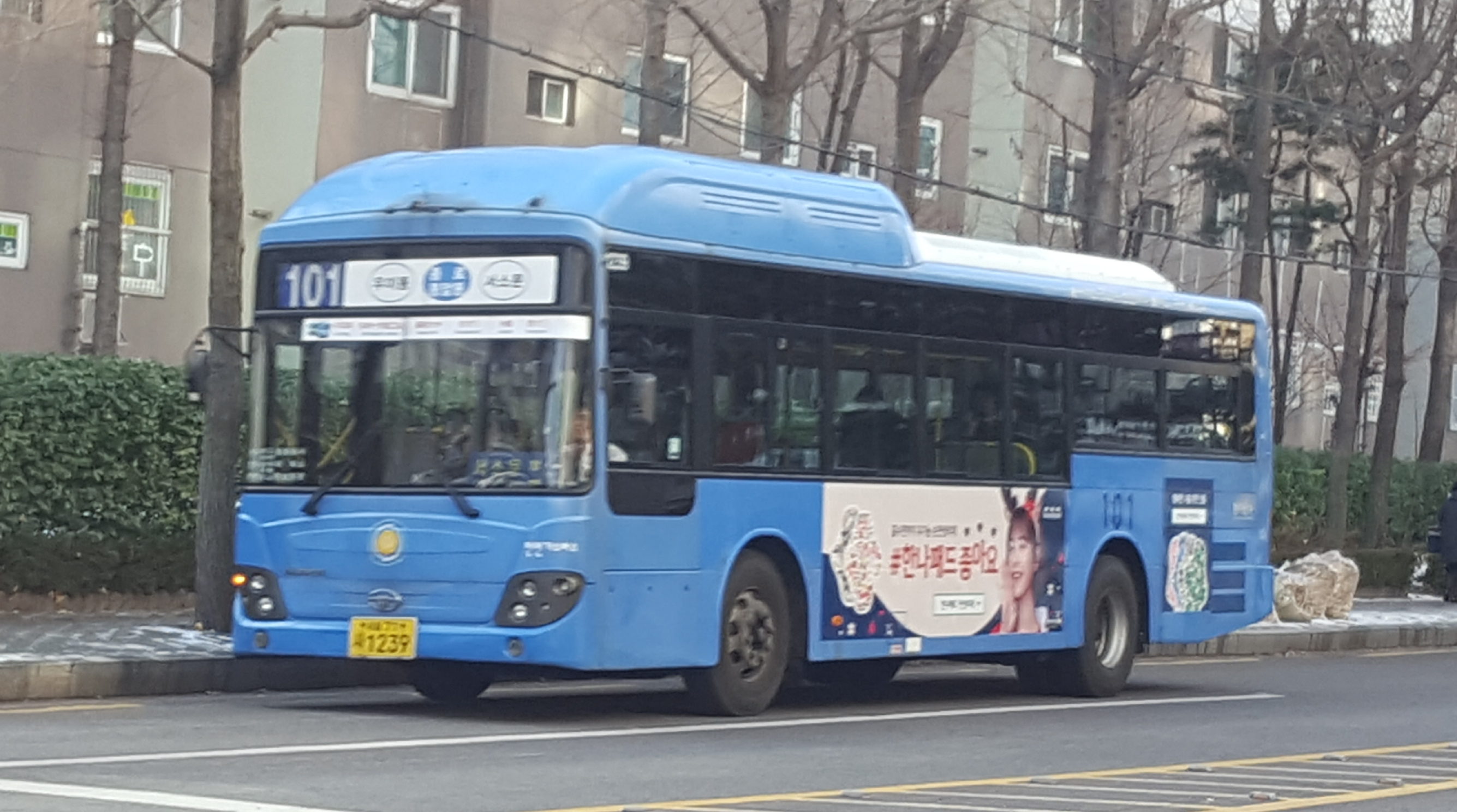
서울시내버스 101번
서울시내버스 151번
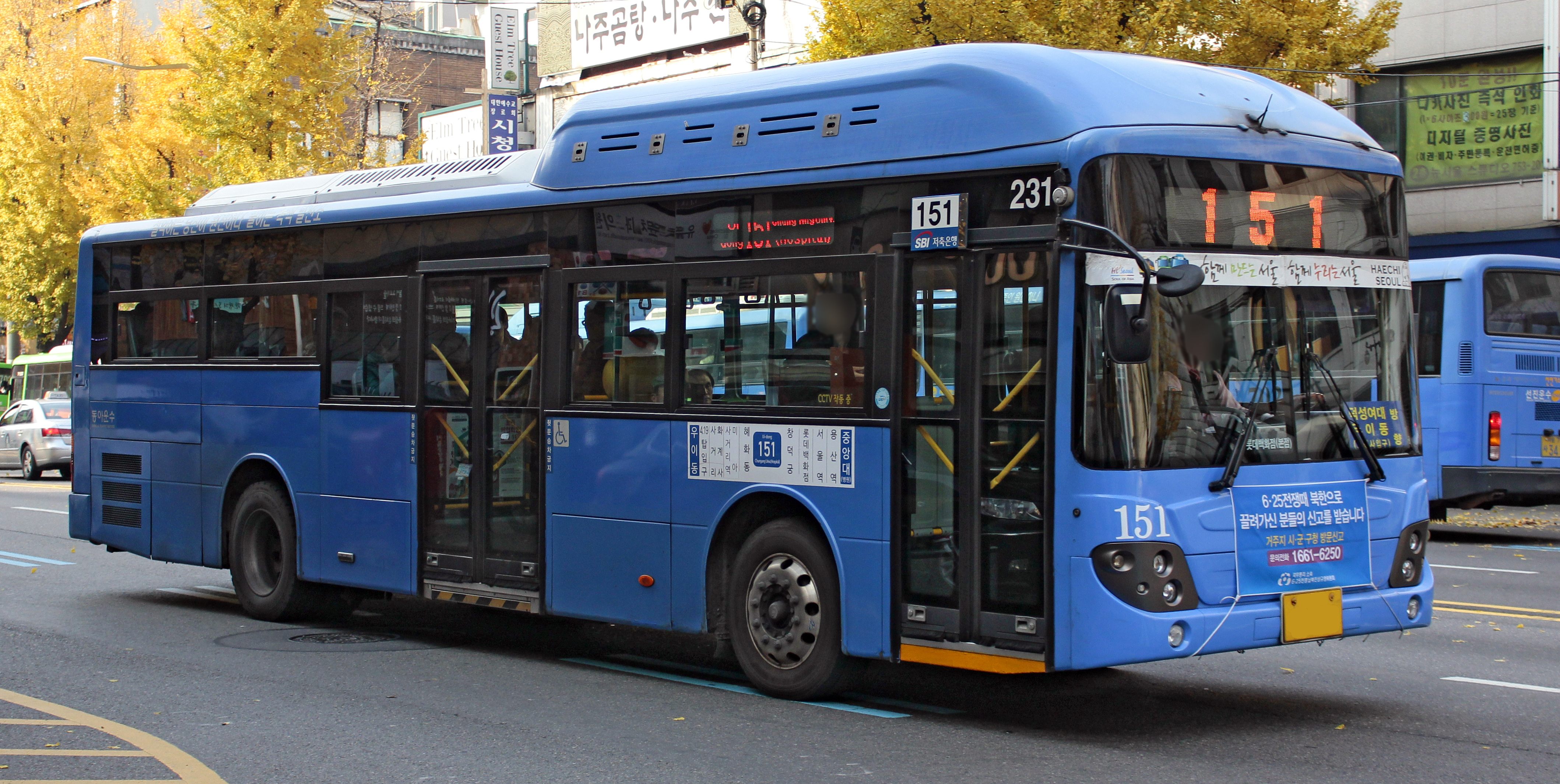
서울시내버스 151번
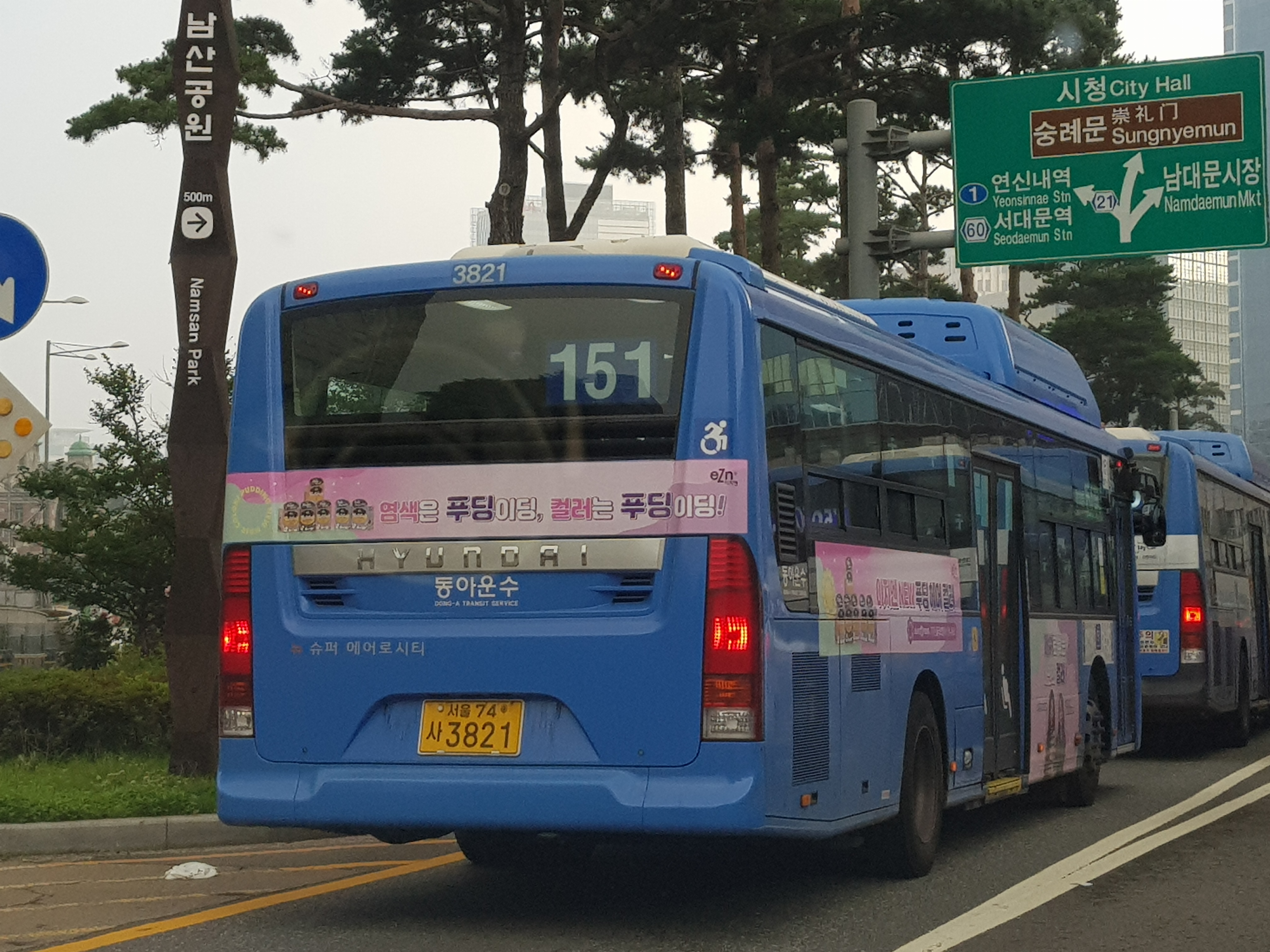
서울시내버스 151번
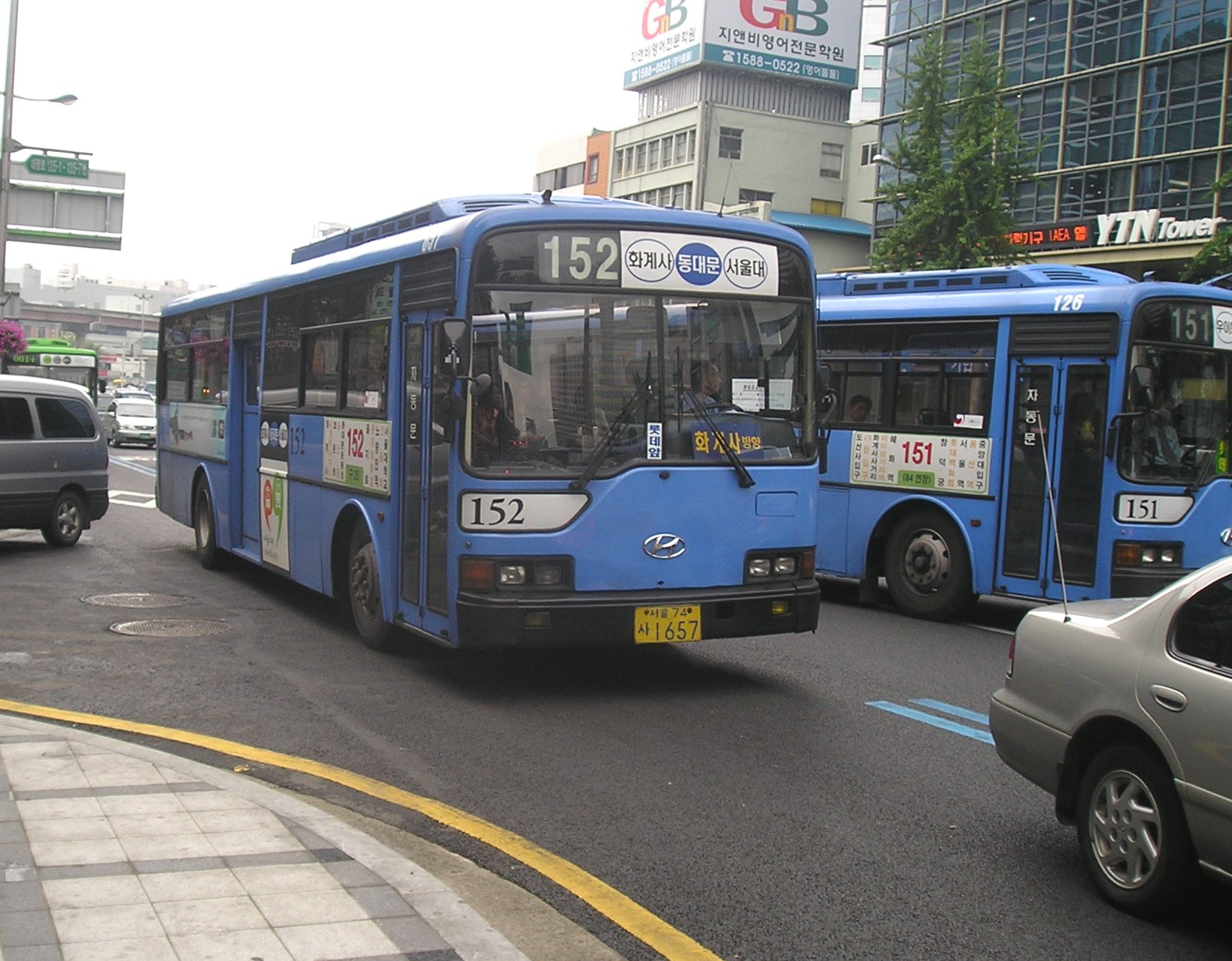
서울시내버스 152번
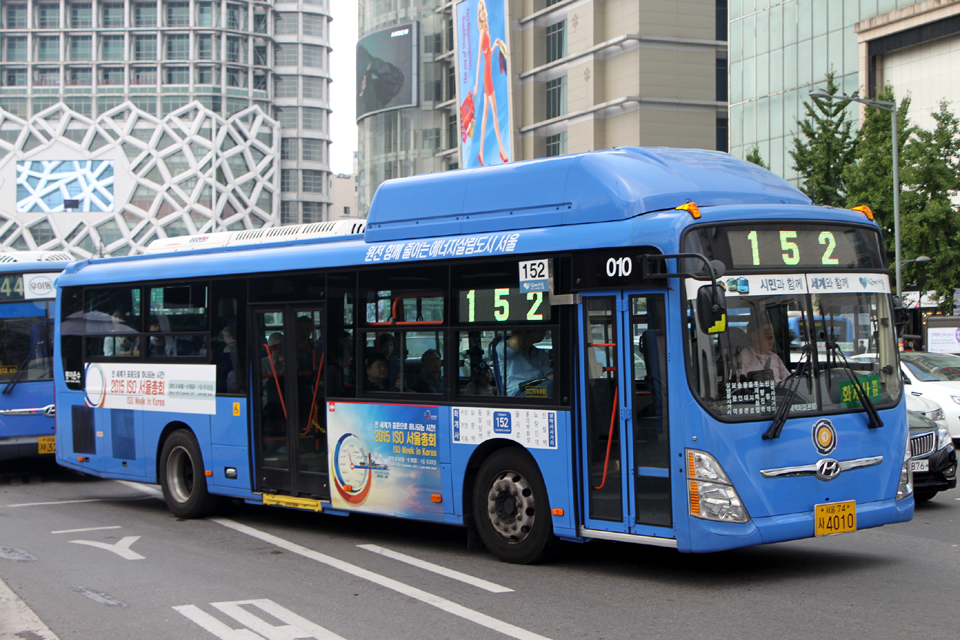
서울시내버스 152번

## 같이 보기
- 대한민국의 버스 회사 목록
- 한국비알티자동차
- 삼화상운
- 선진운수
- 한성여객
- 흥안운수
- 대원교통
- 삼양교통
- 서부운수
- 영신여객
- 한성운수